# Западная конференция (MLS)
Западная конференция является одной из двух конференций MLS, наряду с Восточной конференцией. По состоянию на 2025 год, Западная конференция состоит из 15 команд (14 клубов из США и 1 из Канады). За 29 сезонов существования Высшей лиги футбола команды из этой конференции 11 раз становились победителями регулярного чемпионата и 18 раз обладателями Кубка MLS.

## Команды

### Текущие
- Ванкувер Уайткэпс
- Даллас
- Колорадо Рэпидз
- Лос-Анджелес
- Лос-Анджелес Гэлакси
- Миннесота Юнайтед
- Остин
- Портленд Тимберс
- Реал Солт-Лейк
- Сан-Диего
- Сан-Хосе Эртквейкс
- Сент-Луис Сити
- Сиэтл Саундерс
- Спортинг Канзас-Сити
- Хьюстон Динамо

### Бывшие
- Нэшвилл
- Чивас США (†)
- Чикаго Файр

## Участники и изменения

### 1996
В первом сезоне было 5 участников:
- Даллас Бёрн
- Канзас-Сити Уиз
- Колорадо Рэпидз
- Лос-Анджелес Гэлакси
- Сан-Хосе Клэш

### 1997
Количество участников осталось прежним. «Канзас-Сити Уиз» изменил свое название на «Канзас-Сити Уизардс».

### 1998
Количество участников увеличилось до 6. К командам присоединился «Чикаго Файр».

### 1999
Количество участников осталось прежним. Перед стартом следующего сезона «Сан-Хосе Клэш» изменил свое название на «Сан-Хосе Эртквейкс».

### 2000
В конференции количество участников сократилось до 4-ех команд. «Даллас Бёрн» и «Чикаго Файр» переведены в Центральный Дивизион. 

### 2001
Количество участников осталось прежним. Из-за событий 11 сентября, оставшиеся матчи во всех конференциях были отменены.

### 2002
Из-за финансовых проблем были распущены «Тампа-Бэй Мьютини» и «Майами Фьюжн». После двух сезонов Центральный Дивизион прекратил свое существование, лига вернулась к своей первоначальной структуре из двух конференций по пять команд на Востоке и Западе. «Даллас Бёрн» вернулся в Западную конференцию, а Чикаго Файр» перешёл в Восточную. 

### 2003—2005
Количество участников осталось прежним.

### 2005
Перед стартом сезона «Даллас Бёрн» изменил свое название на «ФК Даллас». В конференции количество команд снова увеличилось до 6. К клубам присоединились «Реал Солт-Лейк» и «Чивас», «Канзас-Сити Уизардс» перешёл в Восточную конференцию.

### 2006
Владельцам «Эртквейкс» не удалось построить собственный стадион в городе Сан-Хосе, клуб переехал в Хьюстон и на его базе создан «Хьюстон Динамо».

### 2007
Без изменений.

### 2008
В конференции теперь 7 команд. «Сан-Хосе Эртквейкс» вернулся в лигу.

### 2009
К клубам присоединился «Сиэтл Саундерс», в конференции теперь 8 клубов.

### 2010
Без изменений.

### 2011
В конференции теперь 9 команд. Присоединились «Портленд Тимберс» и канадский «Ванкувер Уайткэпс», а «Хьюстон Динамо» перешёл в Восточную конференцию.

### 2012—2014
Без изменений.

### 2014
По окончании сезона 2014 года «Чивас» прекратил свое существование.

### 2015
В конференции 10 клубов, «Спортинг Канзас-Сити» и «Хьюстон Динамо» вернулись из Восточной конференции.

### 2016
Без изменений.

### 2017
В конференции теперь 11 команд, к клубам присоединилась «Миннесота Юнайтед».

### 2018
«Лос-Анджелес» присоседился к конференции, теперь 12 клубов.

### 2019
Без изменений.

### 2020
«Нэшвилл» присоединился, часть сезона он играл в Западной конференции, а часть в Восточной.

### 2021
Количество участников увеличилось до 13, присоединился «Остин». «Хьюстон Динамо» добавили в свое название инициалы «ФК».

### 2022
Теперь 14 клубов, «Нэшвилл» вернулся в Западную конференцию.

### 2023
«Нэшвилл» снова перешёл в Восточную конференцию, а «Сент-Луис Сити» присоединился к командам запада.

### 2024
Без изменений.

### 2025
«Сан-Диего» присоединился к конференции, количество команд увеличилось до 15.

## Титулы
- Ниже приведён список обладателей кубка MLS и победителей регулярного чемпионата из Западной конференции по годам:

| Сезон | Кубок                | Регулярный чемпионат |
| ----- | -------------------- | -------------------- |
| 1996  | —                    | —                    |
| 1997  | —                    | —                    |
| 1998  | Чикаго Файр          | Лос-Анджелес Гэлакси |
| 1999  | —                    | —                    |
| 2000  | Канзас-Сити Уизардс  | Канзас-Сити Уизардс  |
| 2001  | Сан-Хосе Эртквейкс   | —                    |
| 2002  | Лос-Анджелес Гэлакси | Лос-Анджелес Гэлакси |
| 2003  | Сан-Хосе Эртквейкс   | —                    |
| 2004  | —                    | —                    |
| 2005  | Лос-Анджелес Гэлакси | Сан-Хосе Эртквейкс   |
| 2006  | Хьюстон Динамо       | —                    |
| 2007  | Хьюстон Динамо       | —                    |
| 2008  | —                    | —                    |
| 2009  | Реал Солт-Лейк       | —                    |
| 2010  | Колорадо Рэпидз      | Лос-Анджелес Гэлакси |
| 2011  | Лос-Анджелес Гэлакси | Лос-Анджелес Гэлакси |
| 2012  | Лос-Анджелес Гэлакси | Сан-Хосе Эртквейкс   |
| 2013  | —                    | —                    |
| 2014  | Лос-Анджелес Гэлакси | Сиэтл Саундерс       |
| 2015  | Портленд Тимберс     | —                    |
| 2016  | Сиэтл Саундерс       | Даллас               |
| 2017  | —                    | —                    |
| 2018  | —                    | —                    |
| 2019  | Сиэтл Саундерс       | Лос-Анджелес         |
| 2020  | —                    | —                    |
| 2021  | —                    | —                    |
| 2022  | Лос-Анджелес         | Лос-Анджелес         |
| 2023  | —                    | —                    |
| 2024  | Лос-Анджелес Гэлакси | —                    |
| 2025  | TBA                  | TBA                  |